# Église de Pirkkala
L’église de Pirkkala (finnois : Pirkkalan kirkko) est une église luthérienne située à Pirkkala en Finlande.

## Description
La partie la plus basse de la nef a une hauteur de 7 mètres et la plus haute de 12 mètres.
La nef peut accueillir 300 personnes.
Avec les espaces paroissiaux on peut accueillir jusqu'à 500 personnes assises.
À la différence des églises luthériennes, la nef offre sept espaces de recueillement qui représentent les sept mots de Jésus sur la croix.
Les tableaux décorant ces sept espaces sont de Tuula Lehtinen. 
Tout l'équipement de l'église est mobile sauf l'orgue.
Les orgues à 20-jeux ont été inaugurés le 26 mars 1995. 
Au sud de l’église on trouve un clocher indépendant de 21,5 mètres de hauteur.
Les 3 cloches sont de la fonderie Petit & Fritsen (en) des Pays-Bas.